# Les Aventures de Rabbi Jacob
Les Aventures de Rabbi Jacob is een Frans-Italiaanse komische film uit 1973 met Louis de Funès in de hoofdrol, geregisseerd door Gérard Oury. Het was de vijfde en laatste samenwerking tussen regisseur Gérard Oury en Louis de Funès en de meest bekeken film in Frankrijk in 1973. De film heeft als Nederlandse titel De avonturen van Rabbijn Jacob.

## Verhaal
Onderweg naar de bruiloft van zijn dochter raakt zakenman Victor Pivert (gespeeld door Louis de Funès) betrokken bij de mislukte aanslag op de Arabische revolutionair Slimane door een Arabische bende. Om te ontsnappen verkleden Pivert en Slimane zich als rabbi en zijn metgezel. Ze worden aangezien als de in de Verenigde Staten wonende Rabbijn Jacob en zijn secretaris die op weg zijn naar een bar mitswa.

## Rolverdeling
| Acteur              | Personage                                          |
| ------------------- | -------------------------------------------------- |
| Louis de Funès      | Victor Pivert / Rabbijn Jacob                      |
| Suzy Delair         | Germaine Pivert                                    |
| Marcel Dalio        | Rabbijn Jacob                                      |
| Claude Giraud       | Slimane / Rabbijn Seligman                         |
| Renzo Montagnani    | Farès                                              |
| Henri Guybet        | Salomon, de joodse chauffeur van Victor Pivert     |
| Janet Brandt        | Tzipé Schmoll, de joodse grootmoeder               |
| Popeck              | Moishe Schmoll, de zoon van Tzipé                  |
| Miou-Miou           | Antoinette Pivert, de dochter van Victor Pivert    |
| André Falcon        | de minister                                        |
| Claude Piéplu       | commissaris Andréani                               |
| Xavier Gélin        | Alexandre, de verloofde van Antoinette             |
| Jacques François    | Jean-François, de vader van Alexandre, de generaal |
| Dominique Zardi     | de kok van L'Étoile de Kiev                        |
| Michel Robin        | de priester die het huwelijk moet inzegenen        |
| Gérard Darmon       | een handlanger van Farès                           |
| Jean-Jacques Moreau | de politieagent met de wrat in het gezicht         |

## Prijzen/nominaties
In 1975 werd de film genomineerd voor een Golden Globe in de categorie Beste buitenlandse film.

## Trivia
Danielle Cravenne, de tweede echtgenote van de Franse filmregisseur Georges Cravenne, werd in 1973 doodgeschoten op de luchthaven van Marignane, toen zij een Boeing 727 trachtte te kapen uit protest tegen Les Aventures de Rabbi Jacob, die door Cravenne werd gepromoot.